# Consuália
Consuália (em latim: Consuália), Ludos ou Jogos Consuais (em latim: Ludi Consuales) era um festival da Roma Antiga celebrado em honra do deus Conso, uma das mais antigas divindades agrárias romanas. A festa do plantio era celebrada em 15 de dezembro e a da colheita em 21 de agosto do ano seguinte. O altar do deus permanecia sob a terra durante todo o ano, mas era descoberto para a realização do festival. Durante os dias da celebração, era proibido o uso de animais domésticos no trabalho. Ainda no período anterior à República, foram incluídas nas celebrações corridas de cavalos e mulas.
De acordo com Tito Lívio, Rômulo criou o festival logo antes do episódio do rapto das sabinas, com vistas a atrair moradores de outras vilas próximas para morar em Roma: 

Para conseguir ocasião e local favoráveis, Rômulo ocultou seu ressentimento [por causa do desprezo dos outros povos pelo seu convite] e preparou jogos solenes em honra a Netuno Equestre [o deus Conso] os quais denominou Consualia. Mandou então anunciar o espetáculo aos povos vizinhos e revestiu-o de todo o aparato possível na época, a fim de torná-lo atraente e despertar curiosidade.

Considerando-se que Rômulo é o fundador mítico da cidade, se a datação de Tito Lívio for correta este é um dos festivais religiosos mais antigos de Roma.